# Autoritratto alla spinetta
Autoritratto alla spinetta è un dipinto di Lavinia Fontana, firmato e datato 1577.

## Storia e descrizione
Questo autoritratto si trovava nella collezione di Luisa Ferroni Bondelmonte, a Firenze; passò poi nelle mani della principessa Matilde Bonaparte, a Parigii e pervenne quindi nella collezione del conte Giuseppe Primoli (per i familiari Gégé), a Roma. Fu successivamente donato all'Accademia di San Luca da Giulio Navone (1853-1949).
L'autoritratto fu dipinto da Lavinia Fontana per donarlo a Saverio Zappi, suo futuro cognato: ella infatti sposò nel 1577 Giovan Paolo Zappi, appartenente a una nobile famiglia di Imola. Il dono fu inviato in occasione della proposta di matrimonio, che fu celebrato il 13 febbraio 1577. Ne fa fede una lettera dello stesso Saverio Zappi, in cui egli attesta di possederlo.
Questo autoritratto dunque rappresenta un modo "strategico" per rappresentare se stessa, in vista del matrimonio.
Sullo sfondo si nota una servente che porge un libro di musica, aperto. In lontananza, accanto alla finestra da cui entra un raggio di luce, c'è il cavalletto. La giovane ha una elaborata pettinatura, indossa un abito di damasco rosa e porta i suoi gioielli. La futura sposa dipinge se stessa come persona conforme agli ideali di fanciulla ben educata e ben istruita, piena di domestiche virtù, come aveva raccomandato Baldassarre Castiglione nel suo trattato Il Cortegiano, edito nel 1528.
Secondo gli insegnamenti del libro di Plinio il Vecchio Naturalis Historia, ripresi da Boccaccio in De mulieribus claris, una donna doveva presentarsi casta al matrimonio e avvolta dalla protezione paterna. Lavinia, donna virtuosa, ma anche pittrice e musicista, si presentava quindi in un dipinto - secondo la teorizzazione corrente al suo tempo, poi ripresa dal cardinale Gabriele Paleotti in Discorso intorno alle imagini sacre et profane, edito nel 1582 - come una giovane donna onorata, sensibile alla musica e all'arte, curata nella persona e ben elevata.

## Note

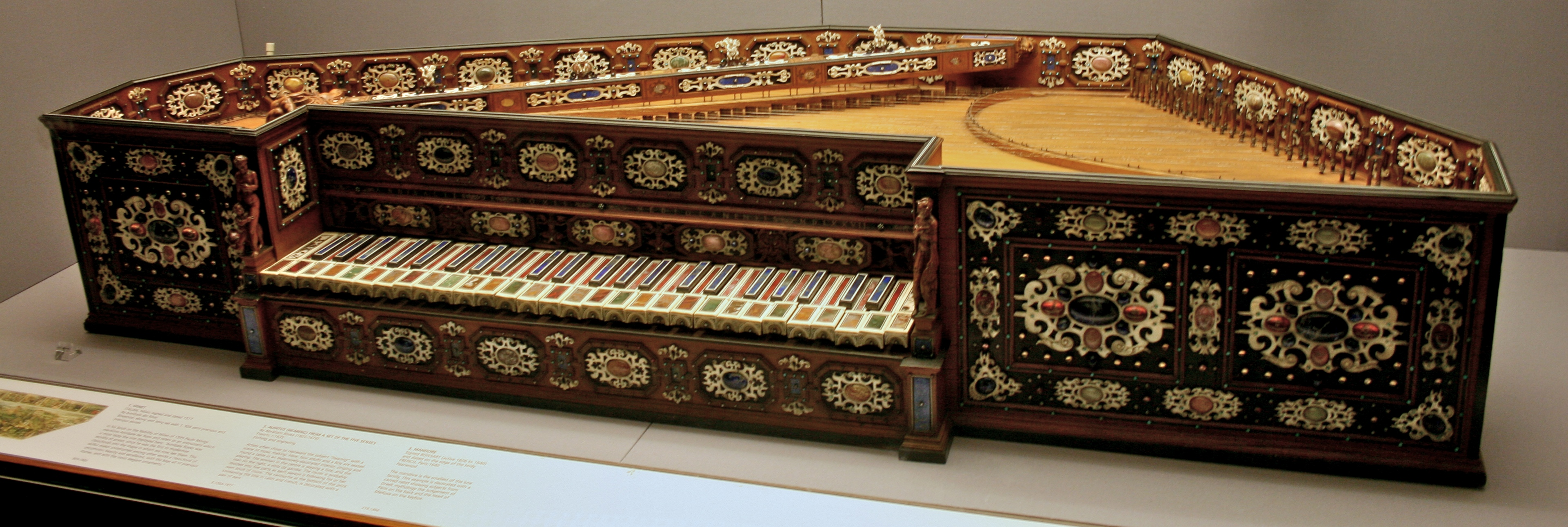
Annibale dei Rossi - Spinetta (bosso, avorio, ebano) firmata e datata 1577